# Kriegerdenkmal (Stockach)

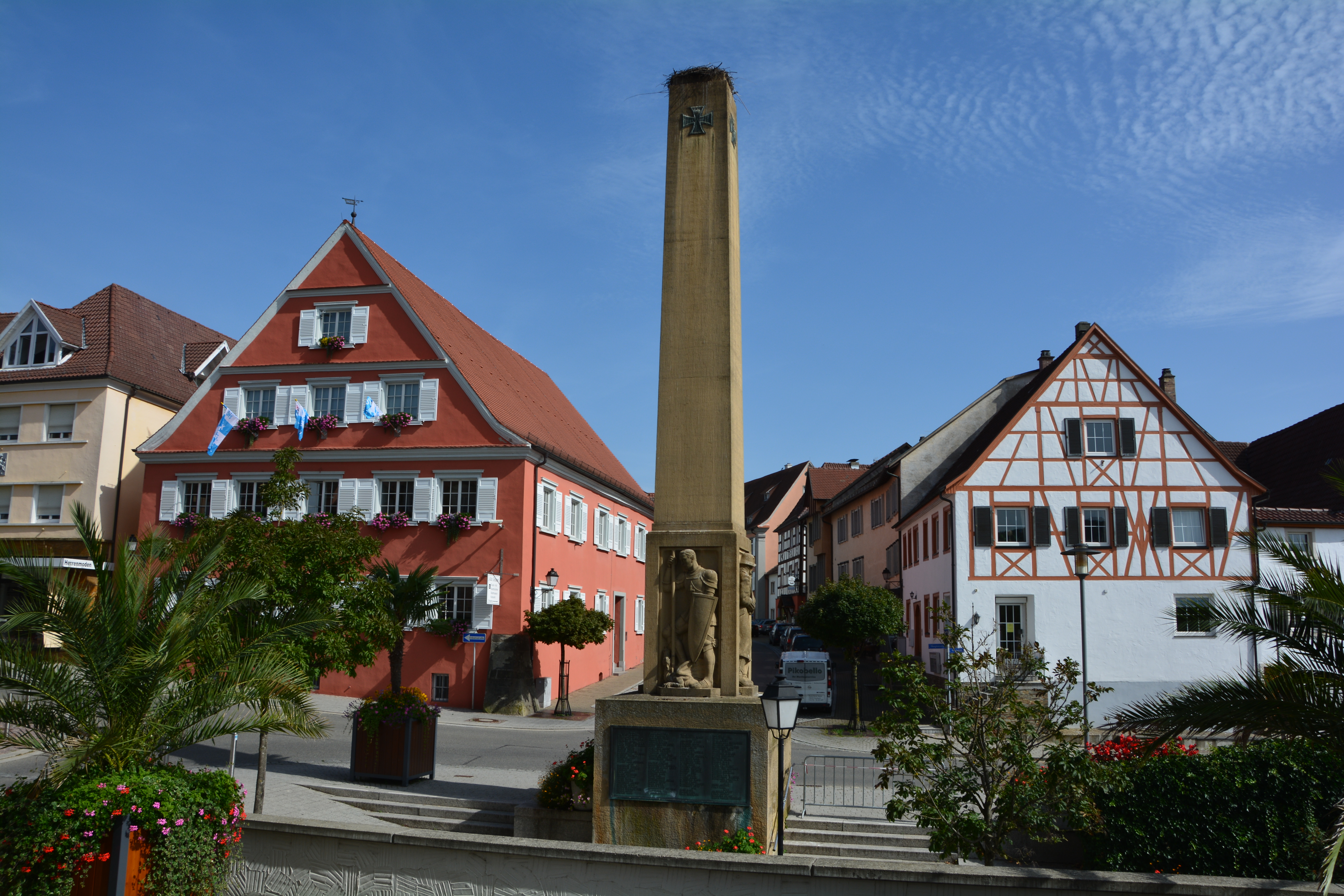
Kriegerdenkmal in Stockach

Das Kriegerdenkmal (Gefallenendenkmal) in Stockach, einer Stadt im Landkreis Konstanz in Baden-Württemberg, wurde nach über zehnjähriger örtlicher Diskussion um Gestaltung und Standort am 3. Juni 1934 zur Erinnerung an die Toten des Ersten Weltkriegs eingeweiht.
Der Bildhauer Erwin Krumm (1898–1980) aus Elzach entwarf das Denkmal, das an der Hauptstraße vor der Fassade der Kirche St. Oswald steht.
Das Denkmal hat die Form eines oben abgeflachten 15 Meter hohen Obelisken, der auf einem würfelförmigen Sockel steht. Es ist im oberen Bereich auf jeder Seite mit einem metallenen Eisernen Kreuz versehen, das von der Württembergischen Metallwarenfabrik in Geislingen an der Steige gegossen wurde. Die Fläche an der Spitze des Obelisken erlaubte es, bei Gedenkfeiern ein Weihefeuer zu entzünden. Über dem Sockel sind auf jeder Seite des Obelisken Relieftafeln aus Kunststein angebracht. Das Ausformen der Reliefplastiken wurde vom Freiburger Kunstformer Roose ausgeführt. Fast vollplastisch treten die detailliert ausgearbeiteten überlebensgroßen Figuren aus ihrem Rahmen. 
Auf der Westseite („Ritter Georg, den Drachen tötend“) stößt der heilige Georg seine Lanze in den am Boden liegenden Drachen. Auf seinem Schild war ursprünglich die Inschrift „Der deutschen Zwietracht mitten ins Herz“ zu lesen. Unter diesem Relief sind auf einer Bronzetafel die Namen der 110 gefallenen oder in Folge des Krieges gestorbenen Soldaten aus Stockach genannt. Die anderen Tafeln tragen die Titel „Der Verwundete“, „Ausmarschierende mit Eichenlaub geschmückte, singende Krieger“ und „Fallender Held“. Unter dem letztgenannten Relief steht die Inschrift „Den Gefallenen des Weltkrieges gewidmet von ihrer Heimatstadt Stockach“.
Ein großer Teil der Stockacher Gefallenen kam Anfang Mai 1917 im Winterberg-Tunnel um.